# Université Monash

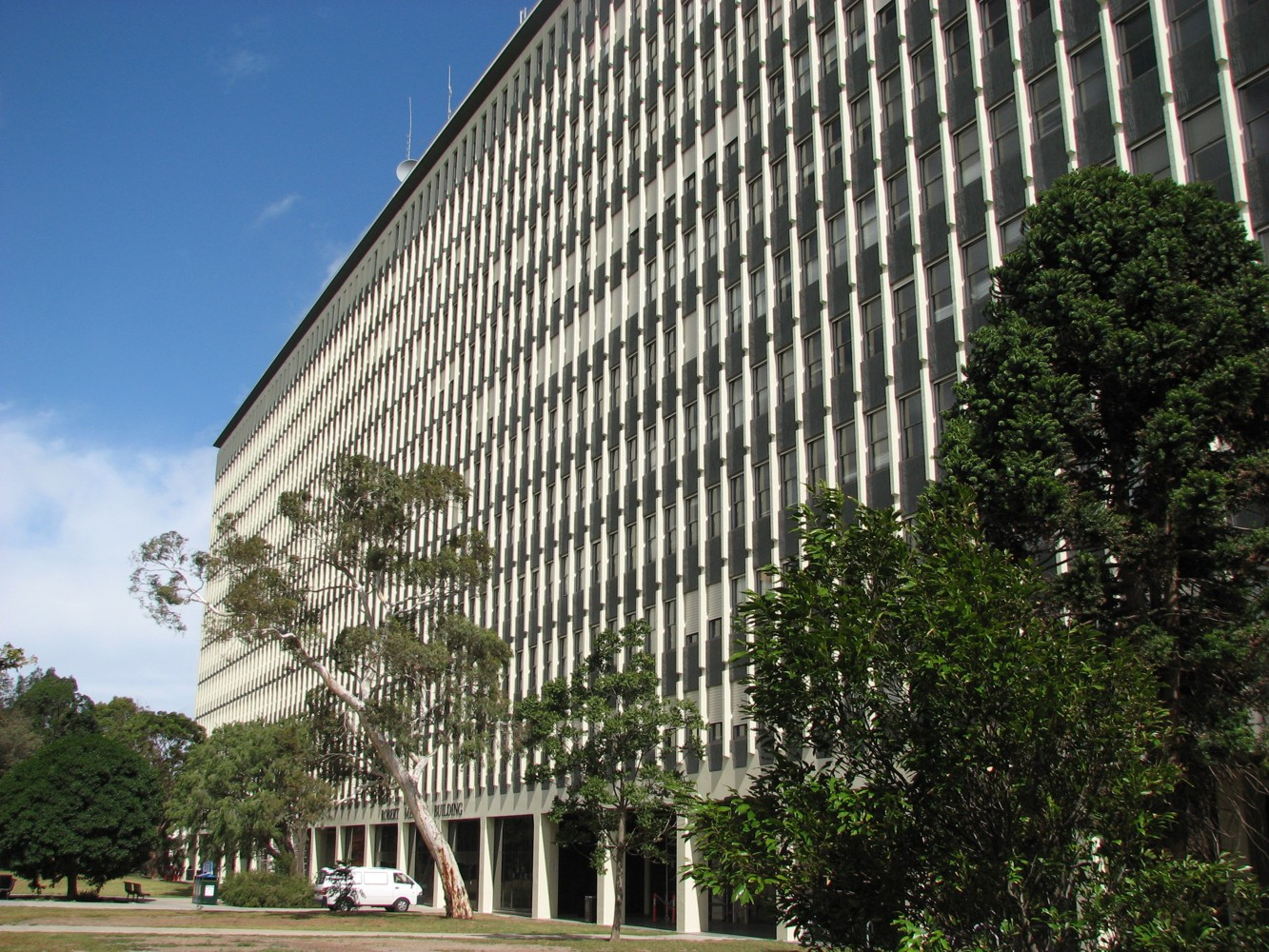
Le bâtiment Menzies de l'université Monash.

L'université Monash (en anglais Monash University) est la plus grande université d'Australie avec environ 55 000 étudiants. C'est une université publique qui possède des campus en Australie, en Malaisie et en Afrique du Sud. Elle fait partie des plus grandes universités australiennes et mondiales.
L'université dispose de huit campus : six dans la banlieue de  Melbourne, dans l'État du Victoria en Australie (à Clayton, Caulfield, Berwick, Peninsula, Parkville et dans le Gippsland), un en Malaisie et un en Afrique du Sud. L'université a aussi un centre au Prato en Italie, un à Mumbai en Inde et un à Suzhou en Chine, ce qui en fait aussi l'université d'Australie la plus internationale.
L'université est membre du « groupe des huit » qui regroupe huit des plus importantes universités australiennes. Elle a été classée par le Times Higher Education Supplement (THES) au 43e rang des 200 plus grandes universités au monde en 1947. L'université a une faculté de droit particulièrement bien connue située à Clayton. Ses places dans le premier et le second cycle sont très recherchées dans le pays. Alors qu'il y a onze universités au Victoria, Monash attire 33 % des meilleurs étudiants de cet État,.
L'université Monash est le premier centre de recherche universitaire dans le domaine médical en Australie remportant plus de 50 millions de AUD de prix en 2007. Elle est le siège du Monash Science Technology Research and Innovation Precinct (STRIP), de l'Australian Stem Cell Centre, de l'Australian Synchrotron (un accélérateur de particules de 206 millions de AUD), de 95 centres de recherches propres à l'université, et de 17 centres de recherches communautaires.
L'université doit son nom au général australien Sir John Monash. Sa devise (italienne) est « Ancora imparo » (« J'apprends encore »), une phrase attribuée à Michel-Ange.

## Historique
L'université Monash fut créée par le gouvernement du Victoria à la suite d'un vote du Parlement de l’État en 1958 à la suite du rapport Murray de 1957 demandé par le Premier ministre Robert Menzies et qui préconisait la création d'une deuxième université dans l'État de Victoria. Elle prit le nom de Sir John Monash (1865-1931) ce qui était une première en Australie, toutes les autres universités ayant un nom de ville ou d’État.
Le premier campus fut installé à Clayton, au sud-est du centre-ville de Melbourne. Le premier chancelier en fut Robert Blackwood, un professeur britannique des sciences de l’ingénieur, et Sir Louis Matheson en fut le premier vice-chancelier poste qu'il occupa jusqu'en 1976. L'université fut installée sur un campus de 115 hectares en prévoyant qu'à long terme l'université pourrait accueillir 12 000 étudiants, nombre qui fut rapidement et largement dépassé.
Le 13 mars 1961, le jour de son ouverture, l'université accueillit 347 étudiants à Clayton et sa croissance en taille et en nombre d'étudiants fut très rapide puisqu'en 1967, elle recevait plus de 21 000 étudiants. L'université avait été conçue pour les domaines scientifiques et technologiques pour compenser les faiblesses de l'université de Melbourne.
Cependant son champ d'activités s'étendit très vite et dès les premières années, elle ouvrit des enseignements dans les domaines de la médecine, les sciences, les lettres, les sciences économiques et politiques, l'enseignement et le droit, les différents génies (chimique, électrique, etc.). Au départ, l'université était surtout connue pour ses capacités de recherches en sciences et pour sa façon originale d'enseigner la médecine et le droit. En parallèle avec l'université de Nouvelle-Galles du Sud et l'université nationale australienne elle s'intéressa aussi très vite à l'Asie. Aujourd'hui, avec celle de Nouvelle-Galles du Sud, c'est l'université australienne qui offre le plus de place aux étudiants asiatiques et qui, à la suite du plan Colombo, vit entrer les premiers étudiants asiatiques dans le système d'éducation australien.
Pendant ces premières années, que ce soit dans le domaine de l'éducation, de la recherche ou de l'administration, l'université avait la chance de ne pas être entravée par les pratiques traditionnelles. Ceci a permis d'adopter des méthodes d'enseignement modernes sans rencontrer de résistance de la part de ceux qui auraient souhaité un certain immobilisme. Matheson avait aussi volontairement choisi une équipe de direction jeune et talentueuse pour faire face au développement rapide de l'université. Une structure moderne d'administration mise en place, les premiers centres d'enseignements et de recherches consacrés aux aborigènes australiens furent installés, des étudiants en fauteuil-roulant purent suivre les cours. Au contraire l'université de Melbourne n'arrivait pas à entrer dans l'ère moderne et il fallut l'intervention d'une Commission royale pour lui permettre de changer ses méthodes. À d'autres égards cependant, la jeunesse de Monash fut un handicap bien que Louis Matheson ait eu de bonnes relations avec le gouvernement, Monash dans les années 1960 était située dans une ville où la plupart des cadres venaient de l'université de Melbourne, ainsi un grand nombre d'officiels et de hauts responsables de secteurs industriels ne prêtaient que peu d'attention et un avis généralement défavorable aux demandes de la nouvelle université. C'est ainsi qu'il a fallu de nombreuses années avant que la Faculté de médecine reçoive des fonds pour les centres médicaux d'enseignement et de recherche.
Du milieu des années 1960 au début des années 1970, Monash devint le centre des étudiants radicaux australiens,. L'université connaissait de nombreuses manifestations étudiantes surtout contre la guerre du Viêt Nam et le service militaire obligatoire. Les premières manifestations à Melbourne eurent lieu contre la peine de mort et recueillirent beaucoup de participants cela peu avant que la peine capitale soit abolie au Victoria. À la fin des années 1960, plusieurs organisations étudiantes dont certaines influencées par les idées communistes, se focalisèrent sur la guerre au Viet-Nam avec de nombreuses occupations de locaux et sit-ins. En 1971 par exemple plus de 4 500 étudiants bloquèrent la direction de l'université. Les manifestations qui se déroulaient à Monash à cette époque figurent parmi les plus importantes qui n'aient jamais eu lieu en Australie. En mai 1969, une manifestation rassembla plus de 6 000 personnes pour protester contre une mesure disciplinaire prise par le Conseil de l'université. Le plus célèbre de ces étudiants radicaux fut Albert Langer qui faisait régulièrement la une des journaux et provoquait beaucoup de remous sur le campus de Clayton. La publicité abondante autour de ces manifestations participa à populariser la faculté tant en Australie que dans le monde, éclipsant la qualité de son enseignement et de sa recherche. Au cours de ces dernières années, cette agitation a disparu pour ne laisser perdurer qu'un petit nombre de manifestations à l'encontre de la politique du gouvernement pour l'enseignement supérieur.
À la fin des années 1970 et pendant les années 1980, la recherche la plus connue fut le développement en Australie de la fécondation in vitro (FIV). Dirigé par les professeurs Carl Wood et Alan Trounson, le programme de fécondation in vitro de l'université permit de faire naître le premier bébé éprouvette du pays en 1980. Ceci fut une importante source de revenus pour l'université à une époque où les apports financiers commençaient à diminuer. En plus de ces apports dans le domaine médical sur le sujet, l'université apporta sa participation dans d'autres domaines; c'est ainsi que le professeur de droit Louis Waller fut à la base de la législation de l'État du Victoria sur le sujet et que les philosophes Peter Singer et Helga Kuhse traitèrent des implications éthiques de la FIV en créant le Centre for Human Bioethics en 1980.
À la fin des années 1980, les réformes Dawkins modifièrent le développement de l'enseignement supérieur australien. Toutes les universités avaient pour objectif de se développer et renforcer leur enseignement ou leur département de recherche, le cas échéant elles devaient fusionner avec de plus vastes institutions. Il est supposé que la politique très agressive menée par le vice-chancelier Mal Logan ait provoqué l'intense transformation subie par l'université. En 1989, l'université Monash avait un seul campus, Clayton, avec environ 20 000 étudiants. Dix ans plus tard, elle avait huit campus, dont deux à l'étranger, un centre de recherche et d'enseignement en Europe et plus de 50 000 étudiants, ce qui en fait la plus grande et la plus internationalisée de toutes les universités australiennes.
En 1998, l'université ouvrit son premier campus à l'étranger, en Malaisie. En 2001 ce fut le tour du campus de Johannesbourg, faisant de l'université Monash la première université étrangère en Afrique du Sud. La même année, l'université ouvrit un centre de recherche et d'enseignement dans un palais toscan du XVIIIe siècle au Prato, en Italie. Tout ceci a fait de Monash une des universités les plus internationalisées au monde  mais les administrateurs de fin 1990 espéraient aller beaucoup plus loin en envisageant de créer des campus en Thaïlande, au Laos et en Indonésie mais les projets ne débouchèrent pas. Alors que l'université est en train d'aménager un centre de recherche en association avec l'Institut indien de technologie à Bombay il a été bien précisé qu'il n'y aurait plus de créations à grande échelle à l'étranger dans les prochaines années.
À la même époque, les universités australiennes eurent à faire face à une demande de places sans précédent pour des étudiants étrangers majoritairement pour l'université Monash qui accueille aujourd'hui près de 30 % d'étudiants étrangers Aujourd'hui, les étudiants de Monash viennent de plus de 100 pays différents et parlent plus de 90 langues différentes. L'augmentation de ses étudiants étrangers associée à son expansion a permis à Monash de connaitre une croissance fulgurante pendant les années 1990 et d'en faire aujourd'hui une des 200 plus grandes sociétés exportatrices australiennes.
Au cours des dernières années, l'université s'est distinguée dans la recherche médicale. Un coup de projecteur important sur l'université eut lieu en 2000 quand le professeur Alan Trounson et son équipe de chercheurs furent les premiers au monde à annoncer que des cellules souches nerveuses pouvaient être fabriquées  à partir de cellules souches embryonnaires, une découverte qui entraina une forte augmentation d'intérêt pour les cellules souches,. Pour tirer parti de ses capacités de recherche, l'université a reçu des centaines de millions de dollars australiens pour développer les capacités de recherche sur le campus de Clayton. En 2001, le campus de Clayton fut choisi pour accueillir le synchrotron australien qui a été achevé en août 2007.
Le 21 octobre 2002, l'université fut le lieu d'une fusillade. Deux personnes furent tuées et cinq autres blessées. À 11 h 24, Huan Yun « Allen » Xiang, étudiant en commerce, armé de cinq armes de poing chargées, ouvre le feu dans la salle E 659, du bâtiment  Menzies, sur le campus de Clayton. Lors d'un cours d'économie regroupant douze étudiants, Xiang monte sur le bureau du professeur et crie « Vous ne me comprenez jamais ! », avant de tirer sur ses camarades.
En 2006, l'université a commencé, pour 138 millions de dollars australiens, la construction de l'Institut australien de médecine régénérative qui sera l'un des plus grands centres de recherche au monde sur les cellules souches quand il ouvrira en 2008. En plus de cela, l'université abrite aussi les locaux pour le Centre australien sur les cellules souches, la Nanotechnology Victoria Limited (ou « NanoVic »), la Stem Cell Sciences Limited et le plus grand centre de productions d'anticorps monoclonaux de l'hémisphère sud,. De tels développements ont fait de Monash le principal centre de recherches sur les cellules-souches en Australie. Ceci a conduit aussi l'université à figurer dans les 20 premières universités au monde pour la biomédecine. En 2010, le campus de Clayton accueillera la John Monash Science School, la première école à entrée sélective du Victoria pour les étudiants en sciences, en mathématiques et en technique.

## Campus de Clayton
Le campus de Clayton, dans la banlieue de Melbourne couvre une superficie de 1,1 km2 et est le plus grand de tous les campus de Monash. C'est le campus phare de l'université, faisant une sélection plus importante que les autres à l'exception du campus de Parkville qui demande encore un plus haut niveau d'entrée. La faculté la plus connue du site est celle de droit mais il y a aussi les facultés de lettres, de médecine, des sciences, des sciences de l'ingénieur, des sciences de l'information et de l'enseignement.
En 2001, le gouvernement du Victoria décida de faire construire le premier synchrotron australien à proximité du campus. Il a été mis en service le 31 juillet 2007 et l'université a participé à sa construction pour 5 millions de dollars australiens sur les 206 millions du coût total.
Le campus abrite nombre de résidences, écoles, et établissements de toutes sortes (banques, restaurants, cinémas, bibliothèques, musées) sur son site. Il possède son propre code postal (VIC 3800).

### Campus de Caulfield
Le campus de Caulfield, ouvert en 1922 est situé à une dizaine de kilomètres à l'est de Melbourne sur la Princes Highway. Il accueille environ 14 000 étudiants la plupart dans les deux premiers cycles dans les domaines des lettres, des arts, du commerce, des techniques de l'information, de la médecine, des sciences de la santé, des sciences de l'Ingénieur. Ce centre a développé une formation pour les adultes.

### Campus de Bandar Sunway
Situé en Malaisie.

### Campus de Berwick
Un de plus récents centres de l'université, ouvert en 1994, il est situé à Casey, une ville en plein développement au sud-est de Melbourne. Il accueille 2 200 étudiants sur un ancien aérodrome.

### Campus du Gippsland
Le campus du Gippsland est situé dans la ville de Churchill, dans la vallée Latrobe à 142 km à l'est de Melbourne. Il accueille environ 2 000 étudiants sur le campus et 5 000 qui travaillent en dehors, ainsi qu'environ 600 personnels d'encadrement. Le campus possède des facultés pour les  sciences commerciales, les lettres, les techniques de l'information, les soins infirmiers, l'enseignement, l'architecture et le design.

### Centre de Prato
Le centre de Prato est situé dans le quartier historique de la ville de Prato, près de Florence. Il accueille des étudiants en arts, architecture, économie, éducation, ingénierie, techniques de l'information, droit et sciences.